# Passé présent
Albums de Michel Polnareff
Nos (maux) mots d'amour
(1999) Passé simple
(2004)
Passé présent est un double album compilation de Michel Polnareff sorti en 2003.

## Liste des titres
| 1.  | Lettre à France                    | 4:51 |
| 2.  | Love Me, Please Love Me            | 4:20 |
| 3.  | Goodbye Marylou                    | 6:21 |
| 4.  | L'Amour avec toi                   | 3:08 |
| 5.  | Âme câline                         | 2:59 |
| 6.  | Holidays                           | 3:18 |
| 7.  | Tous les bateaux, tous les oiseaux | 3:01 |
| 8.  | Le Bal des Laze                    | 4:53 |
| 9.  | Ça n'arrive qu'aux autres          |      |
| 10. | Une simple mélodie                 |      |
| 11. | Je t'aime                          | 4:44 |
| 12. | Mes regrets                        |      |
| 13. | Comme Juliette et Roméo            |      |
| 14. | Un train ce soir                   |      |
| 15. | La belle veut sa revanche          | 3:36 |
| 16. | J'ai tellement de choses à dire    |      |
| 17. | Une femme                          |      |
| 18. | Je suis un homme                   | 4:51 |
| 19. | Qui a tué grand-maman ?            |      |
| 20. | Kâmâ Sutrâ                         |      |

Dans l'édition de 2009, la chanson no 7 a été remplacée par Ophélie Flagrant des Lits (2006)
| 1.  | La Poupée qui fait non          | 3:13 |
| 2.  | Tout tout pour ma chérie        | 3:04 |
| 3.  | Sous quelle étoile suis-je né ? | 3:49 |
| 4.  | On ira tous au paradis          | 4:34 |
| 5.  | Radio                           | 3:19 |
| 6.  | Tam-tam                         | 5:48 |
| 7.  | Dans la maison vide             | 2:43 |
| 8.  | La Michetonneuse                | 2:22 |
| 9.  | Ring A Ding                     | 2:23 |
| 10. | Y'a qu'un ch'veu                | 2:52 |
| 11. | Voyages                         | 2:52 |
| 12. | Né dans un ice-cream            | 3:22 |
| 13. | Le Roi des fourmis              | 2:45 |
| 14. | L'Oiseau de nuit                | 2:50 |
| 15. | Ta Ta Ta Ta                     | 2:24 |
| 16. | LNA HO                          | 5:06 |
| 17. | Viens te faire chahuter         | 4:37 |
| 18. | Où est la Tosca ?               | 3:38 |
| 19. | Sur un seul mot de toi          | 5:26 |
| 20. | Elle rit                        | 4:13 |
| 21. | La Mouche                       | 3:01 |

## Certifications
| Pays   | Organisme | Certification | Niveau de certification |
| ------ | --------- | ------------- | ----------------------- |
| France | SNEP      | 2 × Platine   |                         |